# Fluviatiles Sediment

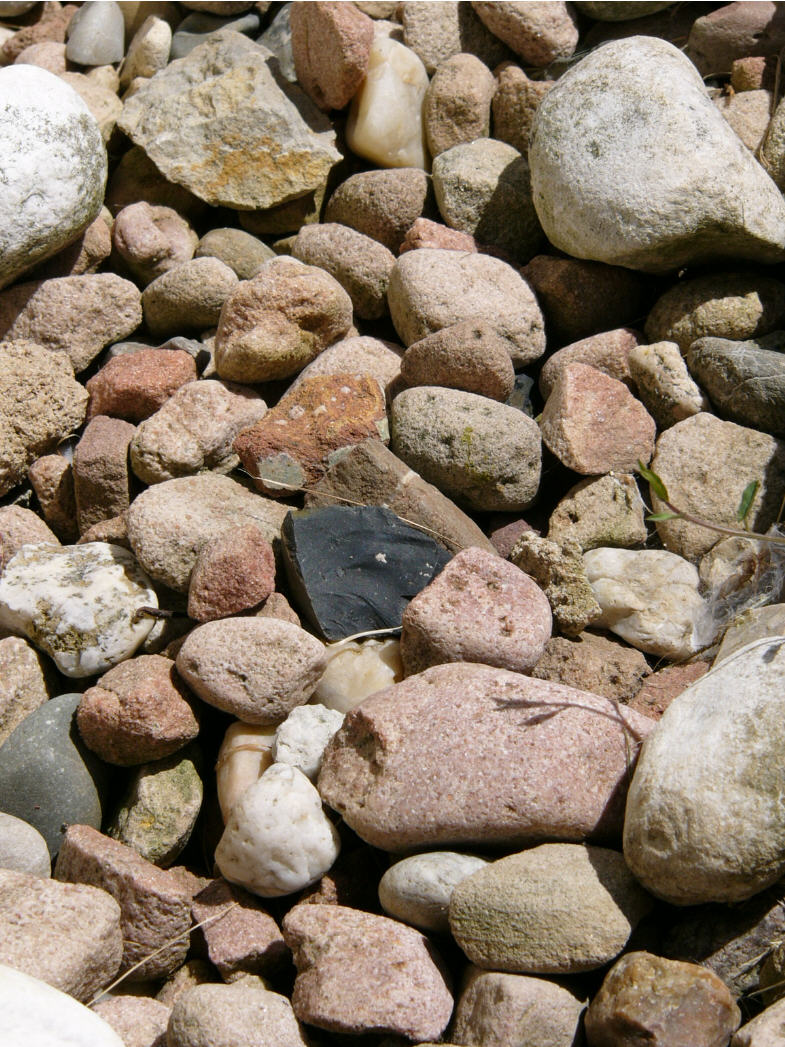
Typisches Sediment, hier Kies

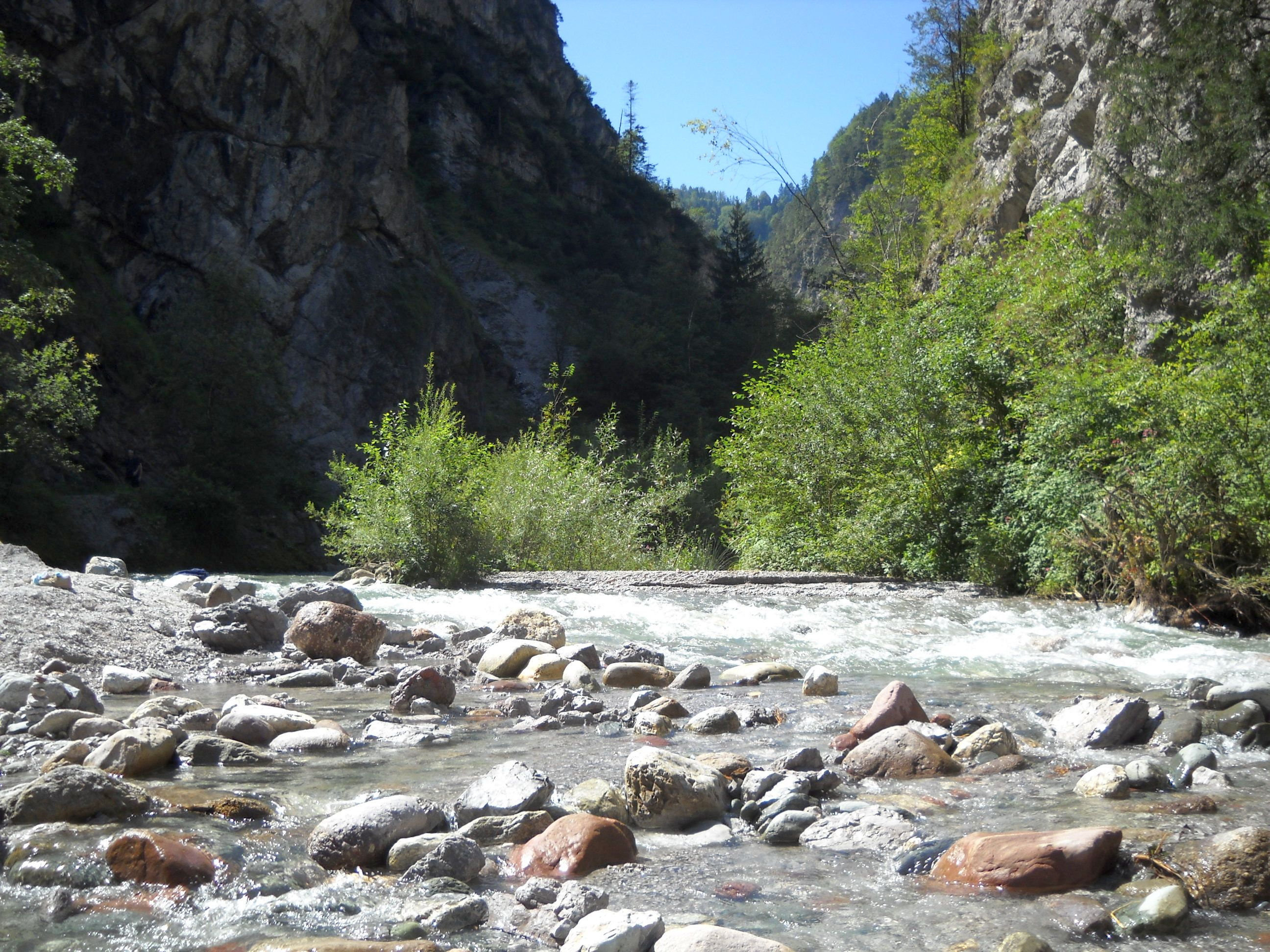
Fluviatiles Geröll mit unterschiedlichen Gesteinsarten in einem alpinen Wasserlauf (Wildschönauer Ache)

Als fluviatile oder fluviale (von lateinisch fluvius „Fluss“, also etwa „von Flüssen verursachte“) Sedimente, umgangssprachlich Flussablagerung, bezeichnet man in den Geowissenschaften von einem Fließgewässer mitgeführtes zerkleinertes Gestein.
Fluvial transportierte Sedimente sind meist gut gerundet und können alle Gesteine umfassen, die im Einzugsgebiet des jeweiligen Flusses oder Stromes vorkommen. Sie besitzen Korngrößen, die – je nach Lage im Unter- oder Oberlauf des Gewässers – von feinem Sand bis zu Geröll reichen (0,1 mm bis etwa 20 cm). Einzelne Steine bezeichnet man in Süddeutschland und darüber hinaus als Wacken.

## Varianten
Bei fluvial transportierten Sedimenten wird zwischen Lösungsfracht, Schweb- bzw. Suspensionsfracht und Geröll- bzw. Feststofffracht unterschieden.
Lösungsfracht ist der Anteil der Gesamtfracht, der im Wasser gelöst transportiert wird. Die Feststofffracht ist nicht im Wasser gelöst und wird entweder springend (saltierend) oder rollend-schiebend transportiert. Schwebstoffe sind wegen ihres Gewichtes frei in der Wassersäule schwebend.
Durch den Transport werden ursprüngliche Kanten abgeschliffen. Wassermenge und Geschwindigkeit bestimmen die Größe der Fracht in einem Fließgewässerabschnitt. Ein Maß hierfür ist die Transportkapazität des Fließgewässers. Nimmt die Transportkapazität bei gleich bleibender Geschiebefracht ab, lagert sich das Material ab (Sedimentation).
Ob in einem Fließgewässerabschnitt Erosion (Abräumen von Material) oder Sedimentation (Ablagerung) vorherrscht, wird mit dem Belastungsverhältnis ausgedrückt. Dabei bezeichnen Zahlen > 1 Sedimentation, < 1 Erosion, und 1 das Gleichgewicht.
Erosion tritt z. B. bei der Bildung von Flusstälern in bergigem bzw. hügeligem Gelände auf. Bei der Seitwärtsverlagerung von mäandrierenden Flüssen kommt es beim Prallhang zur Erosion (Kolkbildung oder Auskolkung) und beim Gleithang zur Ablagerung.

## Auswirkungen
Der fluviale Transport kann zu bedeutenden Ablagerungen von Sedimenten führen, die sich z. B. in Flussterrassen und in ober- oder unterirdischen Schotterbänken ansammeln – bedeutsame Rohstoffquellen für Kiesgruben.
Am meisten und weitesten werden Gesteine in niederschlagsreichen Zeiten transportiert, vor allem in Eiszeiten und bei Überschwemmungen. 
In den Eiszeiten hat der fluviale Transport zur Bildung vieler Flussterrassen geführt, die weite Landschaften prägen – etwa in den Donauländern, im Einzugsgebiet des Rheins oder in Polen und Russland. Überschwemmungen können auch heute noch zur Verlagerung von Flussläufen führen, wenn ein Hochwasser führender Fluss sein Geschiebe in einem flachen Mäander ablagert und sich so selbst den Weg blockiert.
Ökologisch bedeutsam ist bei vielen Flüssen mit geringem Gefälle, dass ihr Schlamm bei Hochwasser in den Uferregionen eine wichtige Dotierung mit Nährstoffen bedeutet. Beispiele sind die früher – bis zum Bau des Assuan-Staudamms – jährlich erfolgenden Nil-Überschwemmungen, die  den fruchtbaren Nilschlamm auf die flussnahen Felder ablagerten und damit Ägypten zu einer intensiven Landwirtschaft verhalfen. Ähnliches gilt für die großen Flüsse Chinas, wobei dieser Effekt nun beim Jangtsekiang ebenfalls durch den Drei-Schluchten-Damm entfällt; aus ähnlichen Gründen wird der in Angriff genommene Aufstau im Oberlauf des Eufrat kritisiert.
Das Ausbleiben regelmäßiger Überschwemmungen kann auch – wie z. B. bei der Donauregulierung – zur Eintiefung des Flussbettes führen und den Grundwasserspiegel deutlich absenken.